# Mistrzostwa Oceanii w Judo 1979
7. Mistrzostwa Oceanii w judo odbywały się w 1979 roku w Rotorua. W tabeli medalowej tryumfowali zapaśnicy z Australii.

## Klasyfikacja medalowa
| Miejsce | Państwo        |    |    |    | Razem |
| ------- | -------------- | -- | -- | -- | ----- |
| 1       | Australia      | 10 | 10 | 19 | 39    |
| 2       | Nowa Zelandia  | 5  | 6  | 5  | 16    |
| 3       | Nowa Kaledonia | 1  | 0  | 1  | 2     |
| Razem   | Razem          | 16 | 16 | 25 | 57    |

## Medaliści

### Mężczyźni
| Konkurencja: | Złoto:            | Srebro:              | Brąz:                          |
| −60 kg       | Michael Scott     | Glen Hilly           | David McDonald                 |
| −65 kg       | Alain Vandange    | Robert Maran         | M. Ford Gerald Whittle         |
| −71 kg       | Luis Val          | John Van Hoek        | Shaun O’Leary Joe Ferris       |
| −78 kg       | Alan Broadhead    | Paul Buganey         | Michael Briers Noel Dawson     |
| −86 kg       | Andrew Richardson | Bill Vincent         | Steve McDowall Mark Carew      |
| −95 kg       | Barry Johnson     | Ivor Endicott-Davies | Ray Matthews Jean-Luc Audifren |
| ponad 95 kg  | Dave Clark        | G. Barnes            | Robert Borchert                |
| Open         | Mark Carew        | Dave Clark           | Andrew Richardson              |

### Kobiety
| Konkurencja: | Złoto:           | Srebro:          | Brąz:                         |
| −48 kg       | Vaneta Stutt     | Debbie Ann Smith | Christine Domino              |
| −52 kg       | Christina Boyd   | Carolyn Hamblin  | Kerry Corkin                  |
| −56 kg       | Suzanne Williams | Kerrye Jones     | Sue Crimmins Donna Guy        |
| −61 kg       | Karin Sheedy     | Frances Roeloffs | S. Whitefield Sue Lytollis    |
| −66 kg       | Colleen Kuriger  | Julie Madeley    | Wendy Callender M. Langayvoux |
| −72 kg       | Vivienne Burke   | Aria Ruwhiu      | Susan Dunn                    |
| ponad 72 kg  | Heidi Zahn       | Jenny Hall       | Randolea Rapley               |
| Open         | Sandra Manderson | Vivienne Burke   | Jenny Hall Suzanne Williams   |